# William Ouchi
 (octobre 2016).
Si vous disposez d'ouvrages ou d'articles de référence ou si vous connaissez des sites web de qualité traitant du thème abordé ici, merci de compléter l'article en donnant les références utiles à sa vérifiabilité et en les liant à la section « Notes et références ».
William G. Ouchi (né en 1943) est un professeur américain qui a grandi à Honolulu (Hawaï). Il est professeur et auteur dans le domaine du management. Il a obtenu son premier diplôme universitaire au Williams College en 1965, puis un MBA à l'Université Stanford et un doctorat en administration des affaires à l'université de Chicago. Il fut professeur à l'École de commerce de Stanford pendant 8 ans et membre du corps professoral de l'Anderson School of Management à l'université de Californie à Los Angeles pendant de nombreuses années.
William Ouchi s'est fait connaître pour ses études sur les différences entre les entreprises japonaises et américaines, dans leurs styles de management. Son premier livre en 1981, Theory Z: How American Management Can Meet the Japanese Challenge (Théorie Z : Comment le management américain peut-il faire face au défi japonais) et son second livre, The M Form Society: How American Teamwork Can Recapture the Competitive Edge (L'Entreprise en forme de M : Comment l'Amérique peut-elle retrouver un avantage concurrentiel par un travail d'équipe) confirment les trois techniques de contrôle de la gestion d'une organisation : le contrôle par le marché, le contrôle bureaucratique et le contrôle par le clan.